# 西线无战事 (2022年电影)
《西线无战事》（德語：Im Westen nichts Neues）是2022年上映的德国史诗战争片，改编自埃里希·玛利亚·雷马克1929年创作的同名小说。影片由爱德华·伯格导演，费利克斯·卡默勒、丹尼爾·布爾、阿尔布雷希特·舒赫、塞巴斯蒂安·胡尔克、亚伦·希尔默、爱丁·哈萨诺维奇和德维·斯特里索出演。故事发生在第一次世界大战末年，德国士兵保罗·鲍默与战友被西方战线的残酷场面所震撼，当初希望成为英雄的念想逐渐破灭。
影片于2022年9月12日在多伦多国际电影节首映，2022年10月28日上线串流影音平台Netflix。電影獲得普遍正面的評價，媒體和評論家主要稱讚電影忠於原作改編、傳遞反戰訊息、攝影、配樂、美術設計。该片代表德国角逐第95届奥斯卡金像奖最佳国际影片，最終獲頒最佳最佳国际影片、最佳攝影獎、最佳美術設計獎和最佳原創配樂獎，追平同樣在奧斯卡獲頒四個獎項的《芬妮和亞歷山大》、《臥虎藏龍》、《寄生上流》，並列在奧斯卡獲得最多獎項的外語電影。

## 剧情
1917年春季，第一次世界大战踏入第三年，17岁的保罗·鲍默应征加入德意志帝國陸軍，一同前往的还有同窗好友阿尔伯特·克罗普、弗朗茨·穆勒和路德维希·贝姆。听完军方人员热情洋溢的爱国演讲，四人领到一套军装；然而他们不知道，这套军装是从前线罹难将士身上脱下来的。一行人之后被派往法国北部的拉马尔迈松，结识了前线士兵“老猫”斯坦尼斯劳斯·卡特钦斯基。来到前线的第一个晚上，四人便深深体会到堑壕战的残酷现实，其中路德维希更被大砲炸死，往日大家对战争的美好幻想不复存在。
1918年11月7日，德国政治家马蒂亚斯·埃茨贝格尔有感前线人员伤亡惨重，亲自来到最高陸軍指揮部，要求与協約國签署停戰協定。与此同时，保罗和老猫从农场里偷了一只鹅，回来跟阿尔伯特、弗朗茨和退伍老兵贾登·斯塔克弗利特分享，此时他们已经来到法国香槟省前线的后方。身為文盲的老猫把妻子给的家书交给保罗唸出，在知曉內容後担心自己无法重新融入和平的社会。夜晚，弗朗茨与一名法国女子过夜，女子临别时将自己的围巾送给了他，留作纪念。
11月9日早上，弗里德里希将军载着埃茨贝格尔率领的德国代表团，目的是前往停靠在贡比涅森林的一辆列车，一同商讨停火事宜。保罗一行人奉命寻找一批失踪的新兵，这批新兵原本是来支援保罗他们的。结果保罗一行人找到这群新兵的遗体，原来他们是因过早摘下防毒面具、暴露於敵軍毒氣彈下全軍覆沒。与此同时，不接受谈判的弗里德里希将军命令军队赶在法国援军抵达前发动攻击。当天晚上，埃茨贝格的代表团抵达贡比涅森林，保罗所在的军团则被派往前线，准备进攻法军。
11月10日早上，盟军最高司令費迪南·福煦要求德军在72小时之内接受盟军的条件，而且不留谈判余地。就在这个时候，德军直接袭击法军前线阵地，结果被对方用圣沙蒙坦克、飞机及火焰喷射器联合包抄徹底擊潰。弗朗茨在混亂中与众人分散，阿尔伯特企圖投降時就被不留活口的法軍噴火兵活活燒死。保罗与一名法军士兵在无人区展开白刃战，一刀捅向对方將其重傷，也在冷靜下來的驚愕中看着对方流血痛苦死去。埃茨贝格尔收到德皇威廉二世退位的消息，晚上又陆军元帅保罗·冯·兴登堡指示，要求接受盟军的条件。保罗回到部队，看到大伙庆祝战争结束，腿部重伤的贾登把弗朗茨戰死後遺下、盡是血污的围巾交给他，保羅和老猫給贾登帶來了食物，但賈登因不堪自已未來必須截肢的破碎餘生，用隨食物帶來的叉子猛刺自己的喉嚨自殺，讓早被戰友接二連三的慘死和戰場血火摧殘的保羅內心痛苦更深。
11月11日凌晨5点，埃茨贝格尔正式签署《康边停战协定》，上午11点正式生效。收到停战的消息後，保罗和老猫最后一次从农场偷东西，这次老猫被农场主的小儿子开枪打中肝臟，结果在被保罗带到医院的路上因敗血症去世。弗里德里希将军希望在停战前打一场胜仗，便要求军队在10点45分发动进攻。为了发泄心中的怒火，保罗杀了许多法军，最終在停戰前一刻，在掩體中被一名法軍以刺刀刺穿左胸。當上午11点終於來到，雙方隨即停止戰鬥，血流如注的保羅在彌留之際走出掩體，對於突然重歸寂静的前线感到不可置信。
不久後，一名此前被保羅從法軍攻擊中救下的新兵，在蒐集戰死將士的狗牌時發現已斷氣倒下的保羅，手上還握著弗朗茨的圍巾。新兵拾起圍巾，但沒取走保羅的狗牌，因此保羅的死沒有被記錄下來。

## 演员
- 费利克斯·卡默勒（英语：Felix Kammerer）饰 保罗·鲍默（Paul Bäumer）
- 阿尔布雷希特·舒赫 饰 “老猫”斯坦尼斯劳斯·卡特钦斯基（Stanislaus "Kat" Katczinsky）
- 莫里茨·克劳斯（Moritz Klaus）饰 弗朗茨·穆勒（Frantz Müller）
- 亚伦·希尔默（Aaron Hilmer）饰 阿尔伯特·克罗普（Albert Kropp）
- 爱丁·哈萨诺维奇（Edin Hasanovic）饰 贾登·斯塔克弗利特（Tjaden Stackfleet）
- 丹尼爾·布爾 饰 马蒂亚斯·埃茨贝格尔
- 德维·斯特里索（英语：Devid Striesow） 飾 弗里德里希將軍（General Friedrichs）
- 塞巴斯蒂安·胡尔克（Sebastian Hülk） 飾 馮·布里克斯多夫少校（Major Von Brixdorf）[6]

## 制作
影片于2020年2月公开，爱德华·伯格导演，丹尼爾·布爾主演。主体拍摄于2021年3月在捷克布拉格启动，歷時55天。

## 发行
2022年9月12日，影片于多伦多国际电影节首映。在首映礼中，影片主创表示电影拍摄的时候，欧盟面临分崩离析，美国右翼民粹抬头，英国启动脱欧进程。他们认为，在这个特别的时刻，影片就是让大家知道民族主义、爱国主义或国家间的撕裂都不能真正带来进步。同年10月7日，影片于美国纽约巴黎剧院专场放映，10月14日起在部分剧院上映，10月28日正式登陆Netflix。

## 评价
《西線無戰事》的整體評價以正面為主，烂番茄根據136条评论，總計92%新鮮度，平均分8.3/10，網站評論家共識寫道：「《西線無戰事》既及時又永恆，通過關注戰爭的徒勞，保留了其經典素材的力量。」。Metacritic打出76/100（36条评论），表示“普遍好评”。

## 獎項
| 大奖                       | 颁奖日期       | 奖项                             | 获得者 | 结果  | 参考资料     |
| -------------------------- | -------------- | -------------------------------- | --- | ----- | ------------ |
| 國家評論協會奖             | 2022年12月8日  | 年度五佳外语片                   | 《西线无战事》 | 獲獎  | [ 13 ]       |
| 國家評論協會奖             | 2022年12月8日  | 最佳改编剧本                     | 爱德华·伯格、莱斯利·帕特森、伊恩·斯托克尔 | 獲獎  | [ 13 ]       |
| 歐洲電影獎                 | 2022年12月10日 | 最佳化妆发型设计                 | 海克·默克（Heike Merker） | 獲獎  | [ 14 ]       |
| 歐洲電影獎                 | 2022年12月10日 | 最佳视觉特效s                    | 弗兰克·佩措尔德（Frank Petzold）、维克多·穆勒（Viktor Müller）、马库斯·弗兰克（Markus Frank） | 獲獎  | [ 14 ]       |
| 华盛顿特区影评人协会奖     | 2022年12月12日 | 最佳外语片                       | 《西线无战事》 | 提名  | [ 15 ]       |
| 圣路易斯影评人协会奖       | 2022年12月18日 | 最佳国际电影                     | 《西线无战事》 | 提名  | [ 16 ]       |
| 达拉斯—沃斯堡影评人协会奖  | 2022年12月19日 | 最佳外语片                       | 《西线无战事》 | 第4名 | [ 17 ]       |
| 女性电影记者联盟奖         | 2023年1月5日   | 最佳改编剧本                     | 爱德华·伯格、莱斯利·帕特森、伊恩·斯托克尔 | 提名  | [ 18 ]       |
| 女性电影记者联盟奖         | 2023年1月5日   | 最佳外语片                       | 《西线无战事》 | 提名  | [ 18 ]       |
| 聖地牙哥影評人協會奖       | 2023年1月6日   | 最佳导演                         | 爱德华·伯格 | 提名  | [ 19 ]       |
| 聖地牙哥影評人協會奖       | 2023年1月6日   | 圣地亚哥影评人协会奖最佳改编剧本 | 爱德华·伯格、莱斯利·帕特森、伊恩·斯托克尔 | 獲獎  | [ 19 ]       |
| 聖地牙哥影評人協會奖       | 2023年1月6日   | 最佳国际电影                     | 《西线无战事》 | 獲獎  | [ 19 ]       |
| 舊金山灣區影評人協會奖     | 2023年1月9日   | 最佳国际电影                     | 《西线无战事》 | 提名  | [ 20 ]       |
| 金球獎                     | 2023年1月10日  | 最佳外語片                       | 《西线无战事》 | 提名  | [ 21 ]       |
| 乔治亚影评人协会奖         | 2023年1月13日  | 最佳国际电影                     | 《西线无战事》 | 提名  | [ 22 ]       |
| 评论家选择电影奖           | 2023年1月15日  | 最佳外語片                       | 《西线无战事》 | 提名  | [ 23 ]       |
| 西雅图影评人协会奖         | 2023年1月17日  | 最佳外语片                       | 《西线无战事》 | 提名  | [ 24 ]       |
| 在线影评人协会奖           | 2023年1月23日  | 最佳外语片                       | 《西线无战事》 | 提名  | [ 25 ]       |
| 英国电影摄影师协会奖       | 2023年2月11日  | 最佳长片摄影                     | 詹姆斯·弗林德 | 獲獎  | [ 26 ]       |
| 温哥华影评人协会奖         | 2023年2月13日  | 最佳外语片                       | 《西线无战事》 | 獲獎  | [ 27 ]       |
| 休斯顿影评人协会奖         | 2023年2月18日  | 最佳外语片                       | 《西线无战事》 | 提名  | [ 28 ]       |
| 藝術指導工會傑出作品設計獎 | 2023年2月18日  | 最佳历史电影制作设计             | 克里斯蒂安·戈德贝克（Christian M. Goldbeck） | 提名  | [ 29 ]       |
| 英国电影学院奖             | 2023年2月19日  | 最佳影片                         | 马耳他·格鲁纳特 | 獲獎  | [ 30 ]       |
| 英国电影学院奖             | 2023年2月19日  | 最佳导演                         | 爱德华·伯格 | 獲獎  | [ 30 ]       |
| 英国电影学院奖             | 2023年2月19日  | 最佳男配角                       | 阿尔布雷希特·舒赫 | 提名  | [ 30 ]       |
| 英国电影学院奖             | 2023年2月19日  | 最佳改编剧本                     | 爱德华·伯格、莱斯利·帕特森、伊恩·斯托克尔 | 獲獎  | [ 30 ]       |
| 英国电影学院奖             | 2023年2月19日  | 最佳外語片                       | 爱德华·伯格、马尔特·格鲁纳特 | 獲獎  | [ 30 ]       |
| 英国电影学院奖             | 2023年2月19日  | 最佳选角                         | 西蒙妮·巴尔（Simone Bär） | 提名  | [ 30 ]       |
| 英国电影学院奖             | 2023年2月19日  | 最佳摄影                         | 詹姆斯·弗林德 | 獲獎  | [ 30 ]       |
| 英国电影学院奖             | 2023年2月19日  | 最佳服装设计                     | 丽西·克里斯特尔（Lisy Christl） | 提名  | [ 30 ]       |
| 英国电影学院奖             | 2023年2月19日  | 最佳剪辑                         | 斯文·布德尔曼 | 提名  | [ 30 ]       |
| 英国电影学院奖             | 2023年2月19日  | 最佳化妆发型设计                 | 海克·默克 | 提名  | [ 30 ]       |
| 英国电影学院奖             | 2023年2月19日  | 最佳原创配乐                     | 沃尔克·贝特曼 | 獲獎  | [ 30 ]       |
| 英国电影学院奖             | 2023年2月19日  | 最佳制作设计                     | 克里斯蒂安·M·戈德贝克（Christian M. Goldbreck）、欧内斯廷·希佩尔（Ernestine Hipper） | 提名  | [ 30 ]       |
| 英国电影学院奖             | 2023年2月19日  | 最佳音响                         | 拉斯·金泽尔（Lars Ginzsel）、弗兰克·克鲁斯（Frank Kruse）、维克多·普拉西尔（Viktor Prášil）、马库斯·斯特姆勒（Markus Stemler） | 獲獎  | [ 30 ]       |
| 英国电影学院奖             | 2023年2月19日  | 最佳视觉特效                     | 马库斯·弗兰克（Markus Frank）、卡米尔·贾法尔（Kamil Jafar）、维克多·穆勒（Viktor Müller）、弗兰克·佩佐伊德（Frank Petzoid） | 提名  | [ 30 ]       |
| 好萊塢影評人協會奖         | 2023年2月24日  | 最佳国际电影                     | 《西线无战事》 | 提名  | [ 31 ]       |
| 金卷轴奖                   | 2023年2月26日  | 最佳外语片音效剪辑               | 弗兰克·克鲁斯（Frank Kruse）、马库斯·斯特姆勒（Markus Stemler）、亚历山大·伯克（Alexander Buck）、本杰明·赫尔布（Benjamin Hörbe）、托马斯·卡尔贝尔（Thomas Kalbér）、莫里茨·霍夫迈斯特（Moritz Hoffmeister）、权日成（Kuen Il Song）、卡斯滕·里希特（Carsten Richter）、丹尼尔·魏斯（Daniel Weis） | 獲獎  | [ 32 ]       |
| 电影音响协会奖             | 2023年3月4日   | 最佳真人电影混音                 | 维克多·普拉西尔（Viktor Prášil）、拉斯·金泽尔（Lars Ginzel）、斯特凡·科特（Stefan Korte）、丹尼尔·克雷斯科（Daniel Kresco）、扬·迈耶迪克斯（Jan Meyerdierks）、汉斯·瓦恩斯（Hanse Warns） | 提名  | [ 33 ]       |
| 奥斯卡金像奖               | 2023年3月12日  | 最佳影片                         | 马耳他·格鲁内特 | 提名  | [ 34 ] [ 5 ] |
| 奥斯卡金像奖               | 2023年3月12日  | 最佳改編劇本                     | 爱德华·伯格、莱斯利·帕特森、伊恩·斯托克尔 | 提名  | [ 34 ] [ 5 ] |
| 奥斯卡金像奖               | 2023年3月12日  | 最佳国际影片                     | 德国 | 獲獎  | [ 34 ] [ 5 ] |
| 奥斯卡金像奖               | 2023年3月12日  | 最佳原创音乐                     | 沃尔克·贝特尔曼 | 獲獎  | [ 34 ] [ 5 ] |
| 奥斯卡金像奖               | 2023年3月12日  | 最佳音响                         | 维克多·普拉西尔、弗兰克·克鲁斯、马库斯·斯特姆勒、拉斯·金泽尔、斯特凡·科特 | 提名  | [ 34 ] [ 5 ] |
| 奥斯卡金像奖               | 2023年3月12日  | 最佳艺术指导                     | 克里斯蒂安·戈德贝克、欧内斯廷·希佩尔 | 獲獎  | [ 34 ] [ 5 ] |
| 奥斯卡金像奖               | 2023年3月12日  | 最佳攝影                         | 詹姆斯·弗林特 | 獲獎  | [ 34 ] [ 5 ] |
| 奥斯卡金像奖               | 2023年3月12日  | 最佳化妆与发型设计               | 海克·默克、琳达·艾森哈默（Linda Eisenhamerová） | 提名  | [ 34 ] [ 5 ] |
| 奥斯卡金像奖               | 2023年3月12日  | 最佳視覺效果                     | 弗兰克·佩措尔德、维克多·穆勒、马库斯·弗兰克、卡米尔·贾法尔 | 提名  | [ 34 ] [ 5 ] |